# Hugo López-Gatell Ramírez

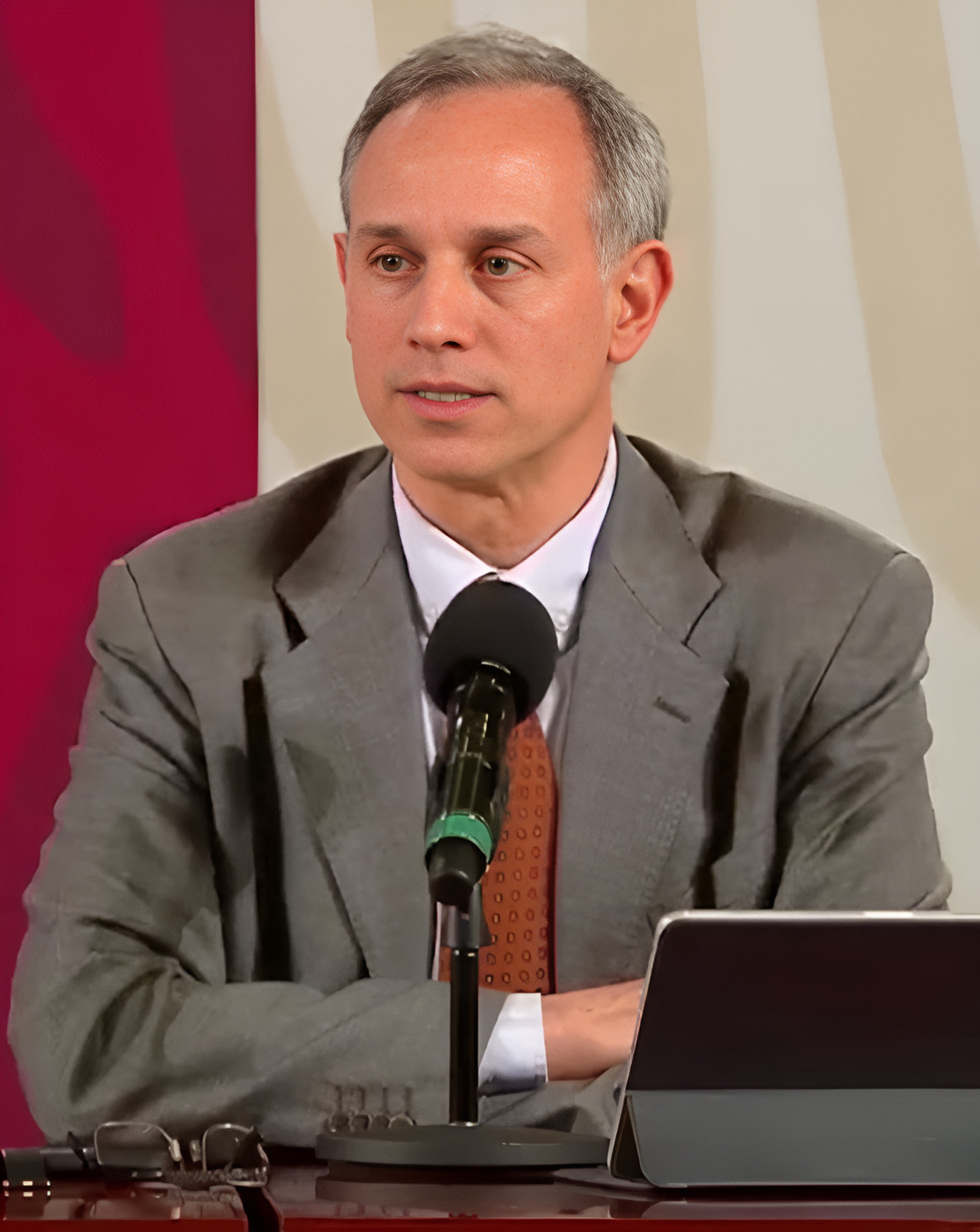
Hugo López-Gatell (2020)

Hugo López-Gatell Ramírez (* 22. Februar 1969 in Mexiko-Stadt) ist ein mexikanischer Epidemiologe, Forscher, Professor und Beamter. Seit 2018 ist er Leiter des Unterstaatssekretariats für Prävention und Gesundheitsförderung im mexikanischen Gesundheitsministerium.

## Leben
Hugo López-Gatell Ramírez ist der Sohn des Urologen Francisco López-Gatell Trujillo (* 1925 in Tarragona, Katalonien) und der Krankenschwester Margarita Ramírez Duarte. Sein Vater ging mit seiner Familie als republikanische Exilanten nach Mexiko.
Er trat in die Nationale Autonome Universität von Mexiko ein, wo er 1994 seinen Abschluss als Arzt machte. Er ist Facharzt für Innere Medizin. Während seines Postdoktorandenstipendiums führte er 2006 eine prospektive Studie über die Auswirkungen von Tuberkulose auf das Überleben von HIV-infizierten Männern durch, die als Artikel veröffentlicht wurde.
Derzeit ist er Leiter des Sekretariats für Gesundheitsförderung und Prävention.

## Biographischer Werdegang
Hugo López-Gatell ist der Enkel von Francisco López-Gatell Comas, einem spanischen Ingenieur und Soldat jüdischer Abstammung, der 1897 in Katalonien geboren wurde. López-Gatell Comas gehörte zur Opposition gegen das Franco-Regime und flüchtete nach der Niederlage der Republikaner nach Frankreich, wo er gegen die Nazis kämpfte und in einem Konzentrationslager landete. Aus diesem konnte er schließlich fliehen, nachdem er angeboten hatte, einen schriftlichen Befehl von Spanisch ins Französische zu übersetzen.